# Toano
Toano is een gemeente in de Italiaanse provincie Reggio Emilia (regio Emilia-Romagna) en telt 4443 inwoners (31-12-2004). De oppervlakte bedraagt 67,5 km², de bevolkingsdichtheid is 64 inwoners per km².

## Buurtschappen
De volgende frazioni maken deel uit van de gemeente: Bargio, Bonzeto, Ca'Baccano, Ca'Bagnoli, Ca'Casalotto, Ca'Cavalletti, Ca'del Re, Ca'di Guglio, Ca'Marangone, Ca'Marastoni, Carbalano, Case Bonci, Cassinadro, Castagnola, Castelvecchio, Cavola, Cerredolo, Comenzano, Corneto, Frale, Il Margine, La Ca', La Collina, La Crocetta, La Guarrana, La Valle, Le Lezze, Lignano, L'Oca, Lupazzo, Manno, Massa, Montebiotto, Montechiodo, Monzone, Poggiolo, Polcione, Ponte Dolo, Quara, Riale, Riva di Cavola, Roncaciso, Roncolo, Rondanello, Sabbione di Cerrè Marrabino, Salvarana, Stiano, Svolta, Trarì, Vecchieda-Le Buche, Vogno.

## Demografie
Toano telt ongeveer 1877 huishoudens. Het aantal inwoners steeg in de periode 1991-2001 met 7,6% volgens cijfers uit de tienjaarlijkse volkstellingen van ISTAT.
| Jaar | Inwoneraantal |
| ---- | ------------- |
| 1991 | 3962          |
| 2001 | 4264          |

## Geografie
Toano grenst aan de volgende gemeenten: Baiso, Carpineti, Frassinoro (MO), Montefiorino (MO), Palagano (MO), Prignano sulla Secchia (MO), Villa Minozzo.
Albinea · Bagnolo in Piano · Baiso · Bibbiano · Boretto · Brescello · Busana · Cadelbosco di Sopra · Campagnola Emilia · Campegine · Canossa · Carpineti · Casalgrande · Casina · Castellarano · Castelnovo di Sotto · Castelnovo ne' Monti · Cavriago · Collagna · Correggio · Fabbrico · Gattatico · Gualtieri · Guastalla · Ligonchio · Luzzara · Montecchio Emilia · Novellara · Poviglio · Quattro Castella · Ramiseto · Reggio Emilia  · Reggiolo · Rio Saliceto · Rolo · Rubiera · San Martino in Rio · San Polo d'Enza · Sant'Ilario d'Enza · Scandiano · Toano · Ventasso · Vetto · Vezzano sul Crostolo · Viano · Villa Minozzo
- Gemeinsame Normdatei: 4515070-9
- Virtual International Authority File: 241859004

1. ↑  https://demo.istat.it/?l=it.